# Wilhelm Hugo Dyckerhoff
Wilhelm Hugo Dyckerhoff (* 6. Februar 1908 in Mainz-Amöneburg; † 26. Oktober 1987 in Wiesbaden-Biebrich) war ein deutscher Unternehmer und Sportfunktionär.

## Leben
Wilhelm Hugo Dyckerhoff wurde als Sohn des Unternehmers Otto Dyckerhoff (1870–1954) und dessen Ehefrau Juanita Carlotta Valentiner geboren.
Nach Studien  an der Technischen Hochschule Braunschweig, der Gottfried Wilhelm Leibniz Universität Hannover, der Technischen Universität München, der Technischen Universität Darmstadt und der Johann Wolfgang Goethe-Universität Frankfurt am Main ging er für ein Jahr in die USA, um dann in das väterliche Unternehmen, der Portland Zementfabrik einzutreten. 1946 wurde er Leiter des Stammhauses in Amöneburg und war in den Jahren von 1952 bis 1973 technischer Leiter und Vorstandsmitglied des Unternehmens. 
Wilhelm betätigte sich in der Kommunalpolitik und wurde als Mitglied der CDU Stadtverordneter in Wiesbaden. 
Als Präsident des Reit- und Fahrclubs Wiesbaden war er Organisator der Pfingsturniere im Schlosspark Biebrich. Seit 1928 war er Mitglied des Corps Franconia München.

## Ehrungen und Auszeichnungen
- Ehrenbürger von Wiesbaden (1978)
- Ehrenbürger von Göllheim (1973)
- Kronenkreuz der Diakonie in Gold